# 30 Sagittarii
30 Sagittarii är en gulvit underjätte i stjärnbilden Skytten.
30 Sagittarii har visuell magnitud +6,61 och kräver fältkikare för att kunna observeras. Den befinner sig på ett avstånd av ungefär 230 ljusår.